# 山崎駿
山崎 駿（やまざき しゅん）は、日本の放送作家。

## 最近の担当番組

### テレビ
- ZIP!（NTV）
- ウワサのお客さま（CX）
- 所さん!事件ですよ（NHK）
- ジョニ男のぶらぶら昭和。（BS松竹東急）
- 松也Pの○○○（BS松竹東急）
- 日本人の3割しか知らないこと くりぃむしちゅーのハナタカ!優越館（EX）
- やわらかアタマが世界を救う（NHK）
- ここはぺこぱと倫理です。（NHK）
- Centuries-old Japanese Businesses （NHK WORLD）

### ラジオ
- ロンドンブーツ1号2号 田村淳のNewsCLUB（QR）
- 村上信五くんと経済クン（QR）

ほか

## 過去の担当番組

### テレビ
- オジサンズ11（NTV）
- アナ☆パラ（NTV）
- おもいっきりイイテレビ（NTV）
- ザ・スカウト（NTV）
- 出港！逆黒船テレビ（NTV）
- 穴があくほど定点観測（TBS）
- 時短生活ガイドSHOW（TBS）
- オビラジR（TBS）
- メイドインジャパン!（TBS）
- 世にも不思議なランキング なんで?なんで?なんで?（TBS）
- メトログ（TBS）
- ラスコク（TBS）
- 戦後重大事件の新事実（TBS）
- ザ・裏ワイドSHOW（TBS）
- 今回のみ例外を認める（TBS）
- プロん家に秘密あり！（TBS）
- 実録！THEスパイ（TBS）
- クイズ！パンチアウト（TBS）
- ブレイクスルー（TBS）
- WHYの会に入会した！（CX）
- ラスボスさぁぁぁん！（CX）
- 一攫千金⁉︎ゴールドハンター（CX）
- アバケン（CX）
- カスペ!（CX）
- 100人のススメ！（CX）
- 誰も知らないカレンダー（CX）
- 腹ペコ!なでしこグルメ旅（TX）
- バナベガス（TX）
- おはスタ（TX）
- 波乱の歌人生（TX）
- ラーメン食べまくり旅（TX）
- NHKミニミニ映像大賞（NHK）
- あなたの下着見せてください（NHK）
- あなたのニオイが知りたい（NHK）
- ロンドン五輪 クイズマラソン（NHK）
- 体感!奇跡のリアルタイム（YTV）
- 完コピJAPAN（YTV）
- 風神雷神（YTV）
- 脳みそQ! 正解ポヨ～ン（YTV）
- よしもと!Shall Weショッピング（MBS）
- 俺プロ！～俺たちのプロ野球～（スカパー！）
- セルジオ越後のサッカー日本代表討論番組プロホガソン〜延長戦〜（スカパー）
- 徳光和夫のトクセンお宝映像!（BS日テレ）
- 藤井フミヤの山に登りたい（BSジャパン）
- ほぼ月間イーグルス（日テレプラス）
- クリック!（日テレプラス）
- ずんのニッポン！匠発見旅（日テレプラス）
- WOWOW大開局祭（WOWOW）

### ラジオ
- 関ジャニ∞ 村上信五と横山裕のレコメン！（QR）
- 関ジャニ∞ 村上信五と丸山隆平のレコメン！（QR）
- 関ジャニ∞村上信五とジャニーズWEST桐山照史と中間淳太のレコメン!（QR）
- SexyZone QRzone（QR）
- ロバートのガッチャガッチャ（QR）
- 佐野ひなこがラジオしてる件。（QR）
- 久間田琳加りんくま＊めがへるつ（QR）
- くにまるジャパン（QR）

ほか

## その他

### CM
- 東芝REGZA　AKB48松井咲子殺人事件

### CG
- 菅原そうた　バカCGチーム「3SU」